# Liste de jeux BBC Micro et Acorn Electron

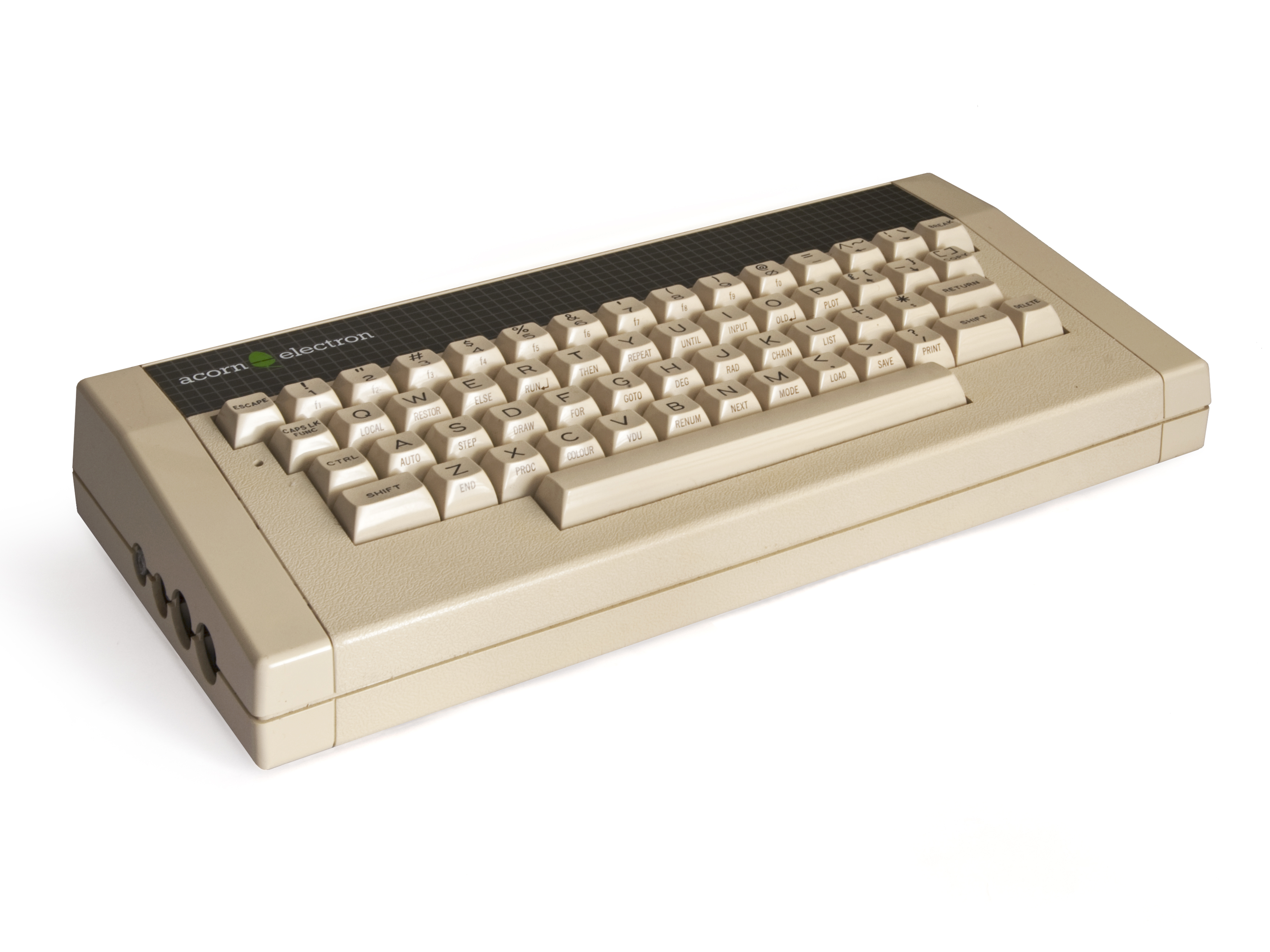
Un ordinateur Acorn Electron

La liste de jeux BBC Micro et Acorn Electron répertorie les jeux vidéo sorti sur les ordinateurs BBC Micro et Acorn Electron, classés par ordre alphabétique.
- Haut – A
- B
- C
- D
- E
- F
- G
- H
- I
- J
- K
- L
- M
- N
- O
- P
- Q
- R
- S
- T
- U
- V
- W
- X
- Y
- Z

## 0-10
- 007: Licence to Kill
- 3D Bomb Alley
- 3D Dotty
- 3D Grand Prix
- 3D Maze
- 3D Tankzone
- 3D Tanx
- 737 Flight Simulator
- 747
- 747 Flight Simulator
- 767 Advanced Flight Simulator
- A Question of Sport
- Abyss

## A
- Aces High
- Acheton
- Adventure
- Adventureland
- Adventurous English
- Airline
- Airwolf
- Alien 8
- Alien Break In
- Alien Dropout
- Alphatron
- Anarchy Zone
- Arcade Soccer
- Arcadians
- Arena 3000
- Arkanoid
- Arrow of Death part 1
- Arrow of Death part 2
- Asteroids Deluxe
- Astro Plumber
- Atic Atac
- Atom Smasher
- Auf Wiedersehen, Pet
- Avon

## B
- B.C. Bill
- Ballistix
- Balloon Buster
- Bandits at 3 O'Clock
- Bar Billiards
- Barbarian II: The Dungeon of Drax
- Barbarian: The Ultimate Warrior
- Baron
- Battle 1917
- Battlefields
- Battleships
- Battlezone 2000
- Battlezone Six
- Beach Head
- Bed Bugs
- Beebtreck
- Beverly Hills Cop
- Birdie Barrage
- Birds of Prey
- Birdstrike
- Blagger
- Blast!
- Blitzkrieg
- Blockbusters
- Blockbusters Gold Run
- Blockbusters Question Master
- Bobby Charlton Soccer
- Boffin
- Bomber Baron
- Bonecruncher
- Boulder Dash
- Bouncing Bombs
- Boxer
- Bozo the Brave
- Braz
- Breakthrough
- Brian Clough's Football Fortunes
- Brian Jacks Superstar Challenge
- Bridge Challenge
- Bridge Master
- Bruce's Play Your Cards Right
- Bubble Bobble
- Buffalo Bill's Rodeo Games
- Bug Blaster
- Bug Eyes
- Bug Eyes 2
- Bugs
- Bullseye
- Bumble Bee
- Bun Fun
- Business Games
- By Fair Means or Foul

## C
- Camelot
- Cassette 50
- Castle Assault
- Castle Quest
- Castle of Riddles
- Castles & Clowns
- Caterpillar
- Caveman
- Caveman Capers
- Centibug
- Chess
- Chip Buster
- Cholo
- Chuckie Egg
- Circus
- Circus Games
- Citadel
- Citadel 2
- City Defence
- Clogger
- Codename: Droid
- Colossal Cave Adventure
- Colossus Bridge 4
- Colossus Chess
- Colossus Chess 4
- Combat Lynx
- Commando
- Commonwealth Games
- Condition Red
- Confuzion
- Contact Bridge
- Cops 'n' Robbers
- Corn Cropper
- Corporate Climber
- Cosmic Camouflage
- Cosmic Cruiser
- Countdown to Doom
- Counter Attack
- Crack-Up
- Crazee Rider
- Crazy Er*Bert
- Crazy Tracer
- Creepy Cave
- Cricket
- Croaker
- Crown Jewels
- Crystal Castles
- Custard Pie Fight
- Cybertron Mission
- Cyborg Warriors
- Cylon Attack
- Cylon Invasion

## D
- Dallas
- Danger UXB
- Daredevil Dennis
- Darts
- Dead or Alive
- Deathstar
- Despatch Rider
- Diamond Mine
- Diamond Mine II
- Diamond Pete
- Doctor Who and the Mines of Terror
- Doctor Who and the Warlord
- Doctor Who: The First Adventure
- Dogfight - For Aces Only
- Dominoes
- Drain Mania
- Draughts
- Draughts & Reversi
- Dread Dragon Droom
- Dream Time
- Dunjunz

## E
- E-Type
- Eddie Kidd Jump Challenge
- Egghead In Space
- Electron Invaders
- Elite
- Elixir
- Empire
- Enigma
- Enthar Seven
- Er*Bert
- Escape from Moonbase Alpha
- Escape from Pulsar 7
- Evening Star
- Exile
- ExileFantasia Diamond

## F
- Fantasia Diamond
- Felix Meets the Evil Weevils
- Felix and the Fruit Monsters
- Felix in the Factory
- Fighter Pilot
- Firebug
- Firetrack
- Firienwood
- First Moves Chess
- Five-A-Side Socca
- Flight Path 737
- Football Manager
- Footballer of the Year
- Fortress
- Frak!
- Frankenstein 2000
- Free Fall
- Frenzy
- Frogger
- Froot Raid
- Fruit Catcher
- Fruit Machine
- Fruit Machine Simulator
- Fun School
- Fun School 1
- Fun School 2
- Future Shock

## G
- Galactic Commander
- Galactic Patrol
- Galaforce
- Galaforce 2
- Galaxy Wars
- Gatecrasher
- Gauntlet
- Geoff Capes Strong Man
- Ghost Town
- Ghouls
- Gisburne's Castle
- Gnome Ranger
- Go
- Goal!
- Golden Voyage
- Golf
- Gorph
- Graham Gooch's Match Cricket
- Graham Gooch's Test Cricket
- Grand Prix Construction Set
- Granny's Garden
- Great Britain Ltd
- Gremlins: The Adventure
- Grid Iron
- Grid Iron 2
- Guardian
- Gunfighter
- Gunsmoke
- Gyroscope

## H
- Hampstead
- Hard Hat Harry
- Hareraiser
- Harlequin
- Heathrow ATC
- Hell Hole
- Helter Skelter
- Hercules
- Hezarin
- Hi Q Quiz
- Hobgoblin
- Hobgoblin 2
- Holed Out
- Holed Out Extra Courses 1
- Holed Out Extra Courses 2
- Hopper
- Horoscopes
- Horse Race
- Hostages
- House of Horrors
- Hunchback
- Hunkidory
- Hyper Sports
- Hyper Viper
- Hyperball
- Hyperdrive

## I
- Ian Botham's Test Match
- Icarus
- Ice Hockey
- Imogen
- Impact
- Impossible Mission
- Indoor Soccer
- Indoor Sports
- Inertia
- Ingrid's Back
- Intergalactic Trader
- Inu
- Invaders

## J
- Jack Attack
- Jet Power Jack
- Jet Set Willy
- Jet Set Willy II
- Jet-Boot Jack
- Jetpac
- Joe Blade
- Joe Blade 2
- Joey
- Johnny Reb
- Joust
- Jump Jet
- Jungle Jive
- Jungle Journey
- Junior Maths Pack

## K
- Kamakazi
- Kane
- Karate Combat
- Kastle
- Kayleth
- Ket Trilogy
- Killapede
- Killer Gorilla
- Killer Gorilla 2
- Kingdom of Hamil
- Kissin' Cousins
- Klax
- Knight Lore
- Knight Orc
- Know Your Own Psi-Q
- Kourtyard
- Krakout

## L
- Labyrinth
- Lancelot
- Laser Reflex
- Last Days of Doom
- The Last Ninja
- Last Ninja 2
- Last of the Free
- League Challenge
- Lemming Syndrome
- Licence to Kill
- Locomotion
- Lode Runner
- Loony Loco
- Loopz
- Lord of the Rings: Game One
- Lords of Time
- Lunar Jetman
- Lunar Rescue

## M
- Magic Mushrooms
- Mango
- Maniac Mower
- Manic Miner
- Master Break
- Masters of the Universe: The Super Adventure
- Match Day
- Maze
- Mazezam
- Mega Apocalypse
- Megaforce
- Mendips Stone
- Merry Xmas Santa
- Meteors
- Mexico '86
- Micro Olympics
- Microball
- Mikie
- Millionaire
- Mined-Out
- Mineshaft
- Missile Control
- Monkey Nuts
- Monopoly video games
- Monsters
- Moon Buggy
- Moon Cresta
- Moon Raider
- Mouse Trap
- Mr Wiz
- Mr. Mephisto
- Mr. Wimpy
- Munchman
- Murdac
- Mystery Fun House

## N
- Network
- Night Strike
- Night World
- Nightmare Maze
- Nightshade

## O
- Omega Orb
- Omega Probe
- One Last Game
- Operation Jupiter
- Orbital
- Osprey
- Overdrive
- Oxbridge

## P
- Palace of Magic
- Pandemonium
- Panik!
- Paperboy
- Paras
- Paul Daniels Magic Show
- Pedro
- Peg Leg
- Pengi
- Pengywn
- Percy Penguin
- Perplexity
- Perseus and Andromeda
- Pettigrew's Diary
- Phantom
- Phantom Combat
- Pharaoh's Tomb
- Philosopher's Quest
- Pimania
- Pinball
- Pinball Arcade
- Pipe Mania
- Pipeline
- Pirate Adventure
- Plan B
- Plan B2
- Planetoid
- Playbox
- Plunder
- Podd
- Poker
- Pole Position
- Pool
- Positron
- Predator
- Pro Boxing Simulator
- Pro Golf
- Psycastria
- Psycastria 2
- Pyramid of Doom

## Q
- Qbix
- Quest
- Quest for Freedom
- Questprobe
- Questprobe: Spiderman
- Questprobe: The Human Torch and The Thing
- Questprobe: The Incredible Hulk
- Qwak
- QwakRaid over Moscow

## R
- RTC Birmingham
- RTC Crewe
- RTC Doncaster
- Ransack
- Ravage
- Ravenskull
- Rebel Planet
- Red Coats
- Repton
- Repton 2
- Repton 3
- Repton Around the World
- Repton Infinity
- Repton Thru Time
- Repton: The Lost Realms
- Return of R2
- Return to Doom
- Revenge of Zor
- Reversi
- Revs
- Ricochet
- Rig Attack
- Rik the Roadie
- Robin of Sherwood
- Roboto
- Robotron: 2084
- Roman Empire
- Round Ones
- Row of Four
- Rubble Trouble
- Rush'n Attack

## S
- SAS Commander
- Sabre Wulf
- Saigon
- Santa's Delivery
- Saracoid
- Savage Island part 1
- Savage Island part 2
- Savage Pond
- Scapeghost
- Screwball
- Sea Wolf
- Secret Mission
- Serpent's Lair
- Shanghai Warriors
- Shark
- Shark Attack
- Shedmaster Bounds Green
- Shedmaster Finsbury Park
- Shuffle
- Silicon Dreams
- Sim
- SimCity
- Skirmish
- Sky Hawk
- Smash and Grab
- Snake
- Snapper
- Snapple Hopper
- Snooker
- Soccer Boss
- Soccer Supremo
- Son of Blagger
- Sooty's Fun With Numbers
- Sorcerer of Claymorgue Castle
- South Devon Hyrdraulics
- Southern Belle
- Space Agent Zelda
- Space Caverns
- Space Invaders
- Space Ranger
- Space Shuttle
- Space Station Alpha
- Space Trek
- Spaceman Sid
- Special Operations
- Spectipede
- Spellbinder
- Sphere of Destiny
- Sphere of Destiny 2
- Sphinx Adventure
- Spitfire '40
- Spooksville
- Sporting Triangles
- Spy Hunter
- Spy Snatcher
- Spy vs. Spy
- Spycat
- Squeekaliser
- Stairway to Hell
- Star Drifter
- Star Force Seven
- Star Maze 2
- Star Wars
- Starport
- Starquake
- Starship Command
- Steve Davis Snooker
- Stix
- Stock Car
- Storm Cycle
- Stranded
- Strange Odyssey
- Stratobomber
- Strike Force Harrier
- Strip Poker II Plus
- Stryker's Run
- Subway Vigilante
- Summer Olympiad
- Super Fruit
- Super Golf
- Super Gran: The Adventure
- Super Hangman
- Super Pool
- Superior Soccer
- Superman: The Game
- Superman: The Man of Steel
- Survivors
- Swag
- Swoop
- Syncron

## T
- Tactic
- Tales of the Arabian Nights
- Tank Attack
- Tapper
- Taroda Scheme, The
- Tarzan
- Tarzan Boy
- Tempest
- Templeton
- Ten Little Indians
- Tennis
- Terrormolinos
- Test Match
- Tetris
- Thai Boxing
- The Adventures of Buckaroo Banzai
- The Big KO
- The Boss
- The Count
- The Feasibility Experiment
- The Golden Baton
- The Golden Figurine
- The Great Wall
- The Hacker
- The Hobbit
- The Last Ninja
- The Life of Repton
- The Living Body
- The Living Daylights
- The Mine
- The Sentinel
- The Stolen Lamp
- The Time Machine
- The Times Computer Crosswords Jubilee Puzzles
- The Times Computer Crosswords Volume 1
- The Way of the Exploding Fist
- The Wizard of Akyrz
- Thrust
- Thunderstruck
- Thunderstruck 2
- Tomcat
- Tops and Tails
- Traditional Games
- Trafalgar
- Trapper
- Treasure Hunt
- Trek II
- Trivial Pursuit: A New Beginning
- Trivial Pursuit: The Computer Game Genus Edition
- Twin Kingdom Valley

## U
- UKPM
- US Drag Racing
- Uggie's Garden
- Ultron
- Uranians
- Uridium

## V
- Vegas Jackpot
- Vertigo
- Video Card Arcade
- Video Classics
- Video Pinball
- Video's Revenge
- Vindaloo
- Voodoo Castle
- Vortex

## W
- W.A.R.
- Walk the Plank
- War at Sea
- Warehouse
- Warp 1
- Waterloo
- Waxworks
- Web War
- Weenies
- Weetabix vs the Titchies
- West
- Wet Zone
- Whist Challenge
- White Knight Mk 11
- White Magic
- White Magic 2
- Whoopsy
- Winter Olympiad '88
- Winter Olympics
- Wizadore
- Wizzy's Mansion
- Woks
- Wongo

## X
- XOR
- Xadomy
- Xanagrams

## Y
- Yie Ar Kung-Fu
- Yie Ar Kung-Fu II

## Z
- Zalaga
- Zany Kong Junior
- Zenon
- Ziggy
- Zorakk the Conqueror